# Communauté de communes du pays d'Héricourt
La communauté de communes du pays d'Héricourt (CCPH) est une communauté de communes française située dans les départements de la Haute-Saône et du Doubs, en Franche-Comté, dans la région administrative Bourgogne-Franche-Comté.

## Historique
L'intercommunalité a été créée par un arrêté préfectoral du 14 novembre 2000. Elle succède à plusieurs syndicats intercommunaux : 
- le Syndicat intercommunal pour la construction et la gestion du CES, créé en 1976 ;
- le SICTOM d'Héricourt pour la collecte et le traitement des ordures ménagères, créé en 1982 ;
- le Syndicat d'aménagement de la Lizaine, rivière et affluents, créé en 1986 ;
- le Syndicat intercommunal d'études et de programmation pour l'OPAH des cantons d'Héricourt, créé en 1994 ;
- le Syndicat intercommunal d'études et d'aménagement (SIEAPH)[2].

La loi portant nouvelle organisation territoriale de la République (loi NOTRe) du 7 août 2015 prévoit que les établissements publics de coopération intercommunale (EPCI) à fiscalité propre doivent avoir un minimum de 15 000 habitants,  sauf si la plupart des communes qui la constitue sont situées en zone de montagne et pour lesquelles le seuil est abaissé à 5 000 habitants.
Le 1er janvier 2017, Belverne, antérieurement membre de la communauté de communes Rahin et Chérimont rejoint la CCPH avec trois communes de la communauté de communes de la vallée du Rupt (Le Vernoy, Aibre et Laire).

## Territoire communautaire

### Composition
La communauté de communes est composée des 23 communes suivantes :

| Nom                        | Code Insee | Gentilé       | Superficie (km2) | Population (dernière pop. légale) | Densité (hab./km2) |
| -------------------------- | ---------- | ------------- | ---------------- | --------------------------------- | ------------------ |
| Héricourt (siège)          | 70285      |               | 21,04            | 10 525 (2022)                     | 500                |
| Aibre                      | 25008      | Tyintières    | 4,5              | 449 (2022)                        | 100                |
| Belverne                   | 70064      | Sairrets      | 6,15             | 135 (2022)                        | 22                 |
| Brevilliers                | 70096      |               | 6,47             | 628 (2022)                        | 97                 |
| Chagey                     | 70116      | Chagéens      | 6,99             | 604 (2022)                        | 86                 |
| Châlonvillars              | 70117      | Chalonvillais | 7,6              | 1 253 (2022)                      | 165                |
| Champey                    | 70121      |               | 11,3             | 798 (2022)                        | 71                 |
| Chavanne                   | 70147      | Chavanniers   | 2,32             | 215 (2022)                        | 93                 |
| Chenebier                  | 70149      | Chenaillots   | 9,05             | 699 (2022)                        | 77                 |
| Coisevaux                  | 70160      |               | 4,18             | 306 (2022)                        | 73                 |
| Courmont                   | 70182      |               | 6,39             | 120 (2022)                        | 19                 |
| Couthenans                 | 70184      | Couthenanais  | 1,64             | 714 (2022)                        | 435                |
| Échenans-sous-Mont-Vaudois | 70206      | Échenanais    | 5,44             | 578 (2022)                        | 106                |
| Étobon                     | 70221      |               | 12,26            | 277 (2022)                        | 23                 |
| Laire                      | 25322      | Niauds        | 3,17             | 410 (2022)                        | 129                |
| Luze                       | 70312      | Luzois        | 10,69            | 831 (2022)                        | 78                 |
| Mandrevillars              | 70330      | Mandrevlais   | 3,03             | 338 (2022)                        | 112                |
| Saulnot                    | 70477      |               | 26,73            | 766 (2022)                        | 29                 |
| Trémoins                   | 70506      |               | 4,03             | 387 (2022)                        | 96                 |
| Verlans                    | 70547      |               | 1,64             | 166 (2022)                        | 101                |
| Le Vernoy                  | 25608      | Moines        | 3,3              | 180 (2022)                        | 55                 |
| Villers-sur-Saulnot        | 70567      |               | 2,37             | 129 (2022)                        | 54                 |
| Vyans-le-Val               | 70579      | Vianais       | 3,32             | 417 (2022)                        | 126                |

### Démographie
| 1968   | 1975   | 1982   | 1990   | 1999   | 2010   | 2015   |
| ------ | ------ | ------ | ------ | ------ | ------ | ------ |
| 14 141 | 15 944 | 18 985 | 19 007 | 19 817 | 21 183 | 21 039 |

## Organisation

### Siège
Le siège de la communauté de communes est à Héricourt, 3 rue Martin Niemöller.

### Élus
La communauté de communes est administrée par un conseil communautaire constitué, pour la mandature 2014-2020, de 50 délégués représentant chacune des 20 communes membres, répartis sensiblement en fonction de l'importance de leur population.
Le conseil communautaire du 15 avril 2014 a réélu son président, Fernand Burkhalter, maire de Héricourt, et ses 15 vice-présidents, qui sont : 
1. Jean-Jacques Sombsthay, maire de Mandrevillars, chargé de l'aménagement du territoire ;
2. Jacques Abry, maire de Luze, chargé du développement économique ;
3. Robert Bourquin, maire-adjoint de Coisevaux, chargé de l'enfance et la jeunesse ;
4. Martine Pequignot, prelière maire-adjointe de Héricourt, chargée de la mutualisation ;
5. Luc Boullée, maire de Verlans, chargé du développement culturel et sportif ;
6. Dahlila Meddour, élue de Héricourt, chargée de la petite enfance ;
7. Jean Valley, maire de Champey, chargé de l'environnement et des déchets ;
8. Gérard Clément, maire de Tavey, chargé des finances et de la fiscalité ;
9. Michel Claudel, maire de Brévillers, chargé du haut-débit ;
10. Marie-Odile Nowinski, maire de Chenebier, chargée de l'emploi  - insertion - formation ;
11. Jean-Claude Kubler, maire de Châlonvillars, chargé de la communication ;
12. Christian Gaussin, maire de Saulnot, chargé des énergies renouvelables ;
13. Dominique Chaudey, maire d'Échenans-sous-Mont-Vaudois, chargé du développement durable – tourisme - patrimoine ;
14. Catherine Fortes, élue de Héricourt, chargé de l'habitat ;
15. Grégoire Gille, maire de Trémoins, chargé de la gestion des cours d’eau[5],[6].

Le bureau communautaire pour le mandat 2014-2020 est constitué « du président, des vice-présidents, des maires des communes ou représentants des communes non attributaires d’une vice-présidence, la ville d’Héricourt étant représentée au total par 5 membres ».

### Liste des présidents
| Période                                  | Période  | Identité            | Étiquette | Qualité |
| ---------------------------------------- | -------- | ------------------- | --------- | --- |
| Les données manquantes sont à compléter. |          |                     |           | |
| 2008                                     | En cours | Fernand Burkhalter, | PS        | Maire d'Héricourt (2014 → ) Conseiller général de Héricourt-Ouest (2011 → 2015) Conseiller départemental d’Héricourt-2 (2015 → ) Vice-président du SMAU ( ? → ) Réélu pour le mandat 2020-2026 |

### Compétences
L'intercommunalité exerce les compétences qui lui ont été transférées par les communes membres, dans les conditions déterminées par le code général des collectivités territoriales.

### Régime fiscal et budget
La Communauté de communes est un établissement public de coopération intercommunale à fiscalité propre.
Afin de financer l'exercice de ses compétences, l'intercommunalité perçoit la fiscalité professionnelle unique (FPU) – qui a succédé à la taxe professionnelle unique (TPU) – et assure une péréquation de ressources entre les communes résidentielles et celles dotées de zones d'activité.
Elle perçoit également une bonification de la dotation globale de fonctionnement et collecte la redevance d'enlèvement des ordures ménagères (REOM), qui finance le fonctionnement de ce service.

## Projets et réalisations
Depuis 2016, la communauté de commune cherche à développer un réseau cyclable. Après trois ans de travaux, celle-ci a inauguré un premier segment reliant Héricourt, Couthenans et Luze, sur la voie de l'ancien tramway. En 2023, trois possibilités d'extensions sont à l'étude: une par la voie du tram, jusqu'à Saulnot, une autre devant relier Héricourt à Belfort, et une dernière pour connecter le réseau à Montbéliard.